# Henk Vreeling
Hendrik Jan (Henk) Vreeling (Amsterdam, 18 maart 1910 – Arnhem, 4 juli 1965) was een Nederlands beeldhouwer.

## Leven en werk
Vreeling was een zoon van politieagent Marten Vreeling en Bertha Kamphuizen. Hij werd opgeleid aan de academie van het Genootschap Kunstoefening in Arnhem, onder leiding van Gijs Jacobs van den Hof.
Hij maakte vrijstaand werk, maar kreeg vooral bekendheid door zijn kerkbeelden. Vreeling werkte als (restauratie)beeldhouwer aan de Grote of Martinikerk (Doesburg), de Grote of Sint-Nicolaaskerk (Eemnes), Pieterskerk (Utrecht) en de Grote of Sint-Stevenskerk (Nijmegen). Vanaf 1954 was hij betrokken bij het werk aan de Sint-Eusebiuskerk in Arnhem. Hij maakte voor deze kerk onder meer kraag- en sluitstenen en replica's van de beelden voor het zuidportaal van Martinus, Christoffel en Stefanus.
Stripfiguren
In opdracht van architect Theo Verlaan maakte Vreeling 28 schijnwaterspuwers voor de lantaarn van de Eusebiustoren. Hij liet zich daarbij inspireren door de stripfiguren van Walt Disney en Marten Toonder en beeldde onder meer Donald Duck, Goofy, Pluto en Olivier B. Bommel en diens butler Joost af. Hoewel de reacties aanvankelijk positief waren, kwamen er al snel negatieve geluiden uit christelijke hoek, onder meer van predikant G.C. Foeken (1915-1983) en de Nederlandse Christen Vrouwen Bond (NCVB). Het rumoer leidde tot internationale aandacht. Ook Godfried Bomans bemoeide zich met de zaak en stelde "dat de leukheid van Mickey Mouse buiten alle religie staat en niet op een kerk thuis hoort. De protesten mochten niet baten, de spuwers bleven zitten en Vreeling verwerkte in zijn serie van Sneeuwwitje en de zeven dwergen de beeltenis van ds. Foeken als dwerg.
Vreeling was aangesloten bij De Onafhankelijken en de Werkgemeenschap Arnhemse Kunstenaars. Hij overleed in 1965, op 55-jarige leeftijd.

## Enkele werken
- 1960 Olifantje, Damstraat 6 (bij Montessorischool), Arnhem
- 1961-1962 28 schijnwaterspuwers voor de lantaarn van de toren van de Sint-Eusebiuskerk, Arnhem
- 1963 Mantelbaviaan, Beeldhouwerstraat (Jozef Sartoschool), Arnhem
- replica's van portaalbeelden van Martinus, Christoffel en Stefanus voor het zuidportaal van de Sint-Eusebiuskerk, Arnhem
- spelende beertjes, aapjes en konijntjes, Laan van Presikhaaf, Arnhem[8]

## Foto's

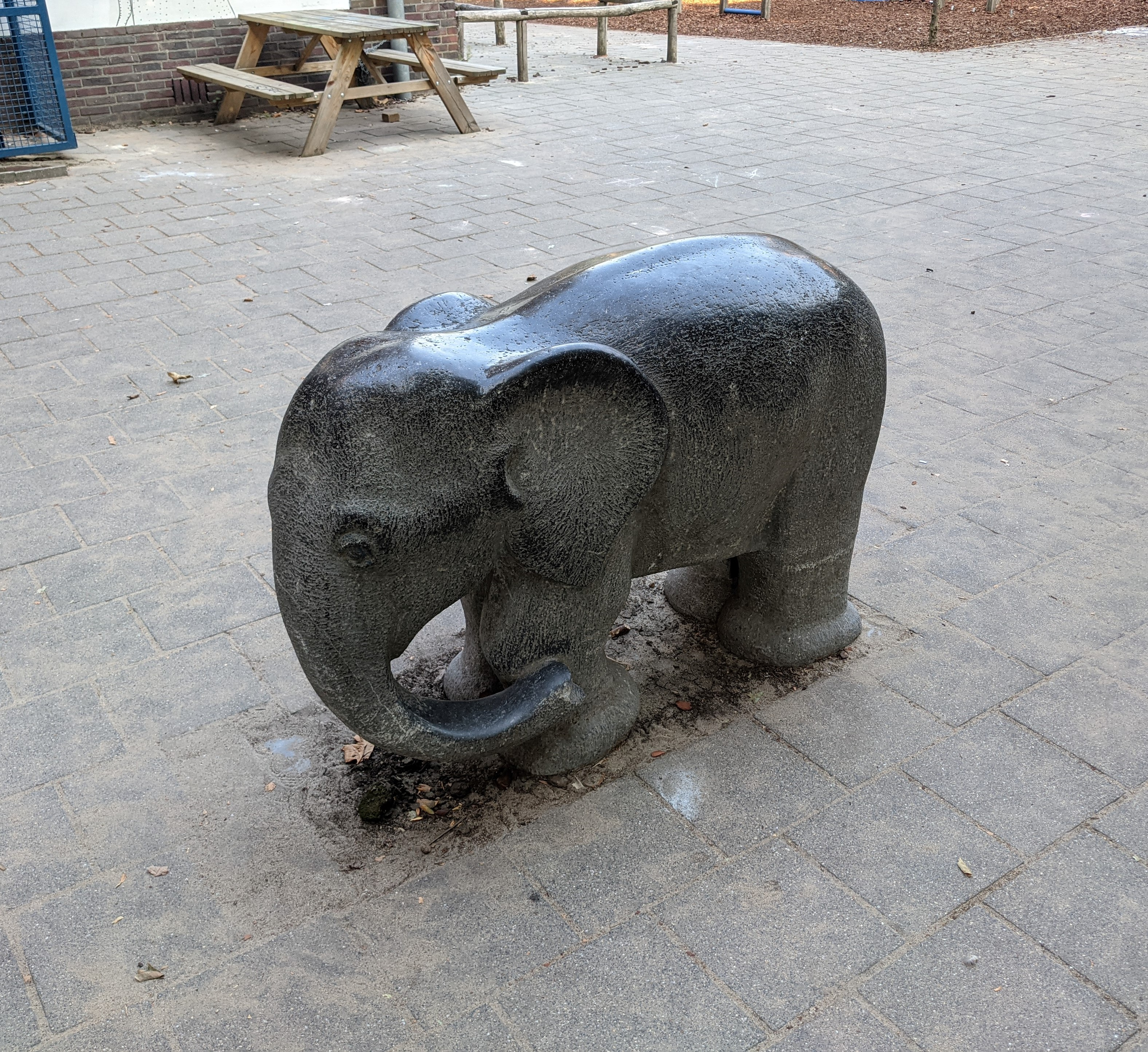
Olifantje
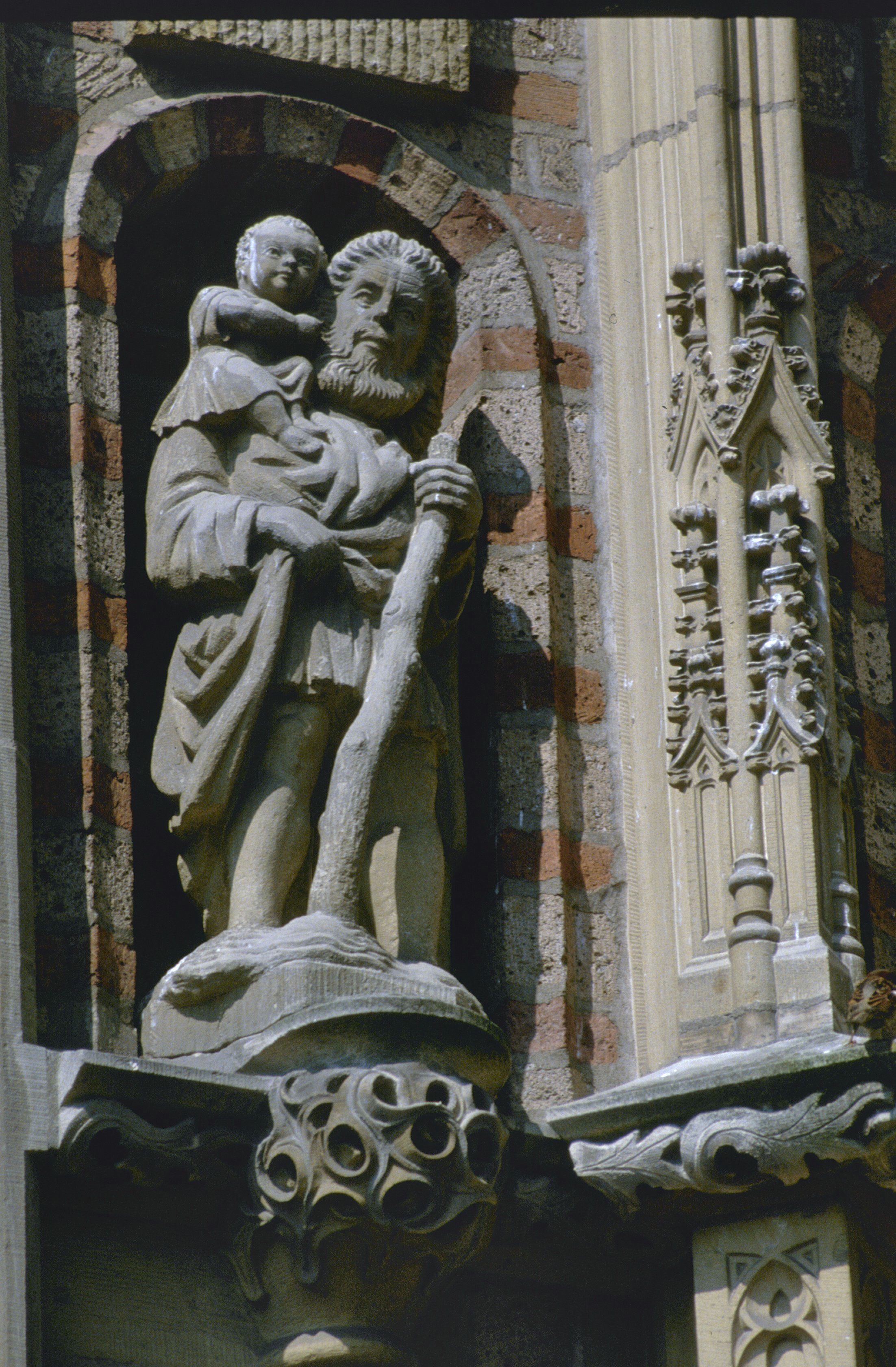
Sint Christoffel
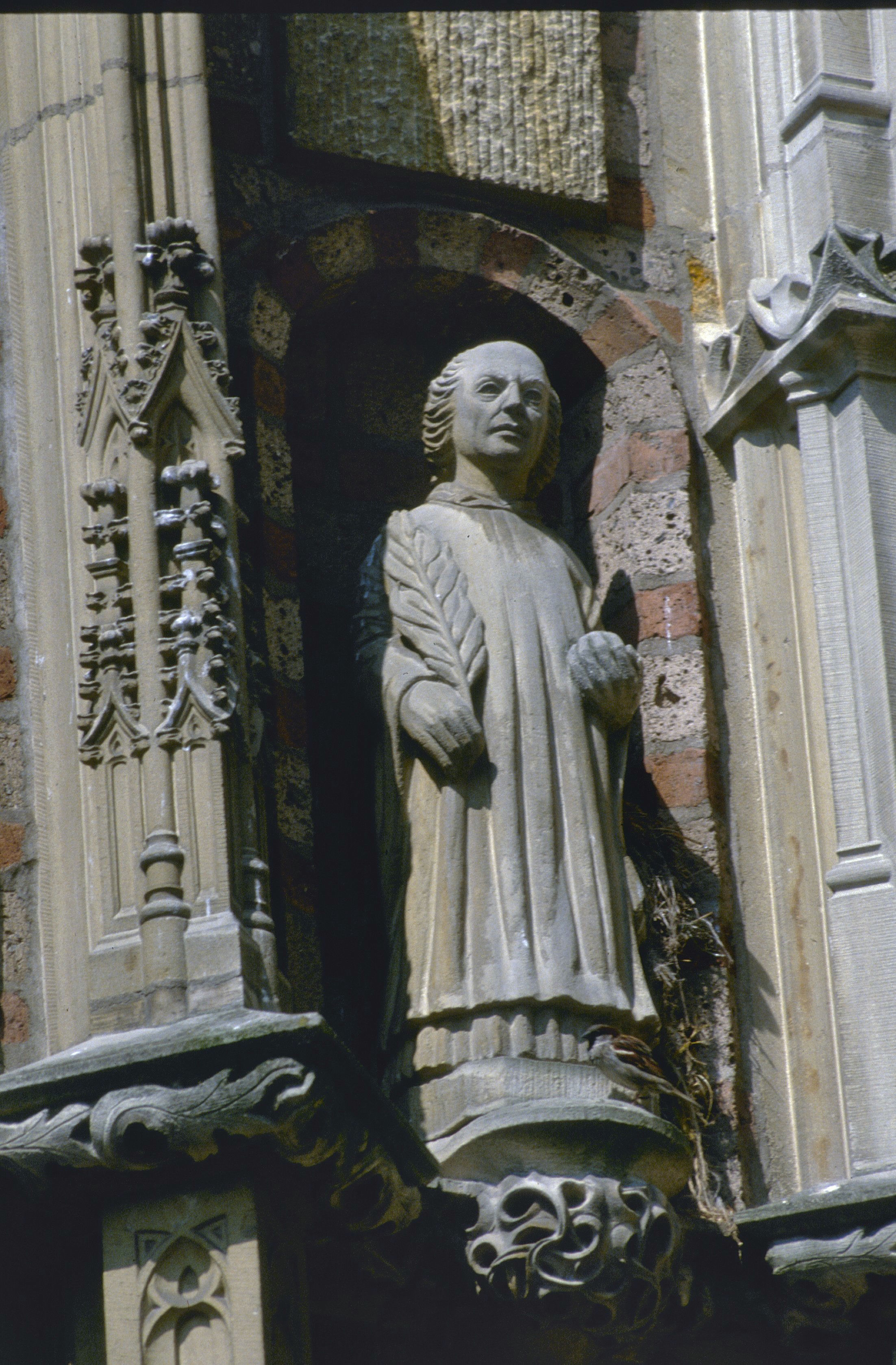
Sint Stefanus
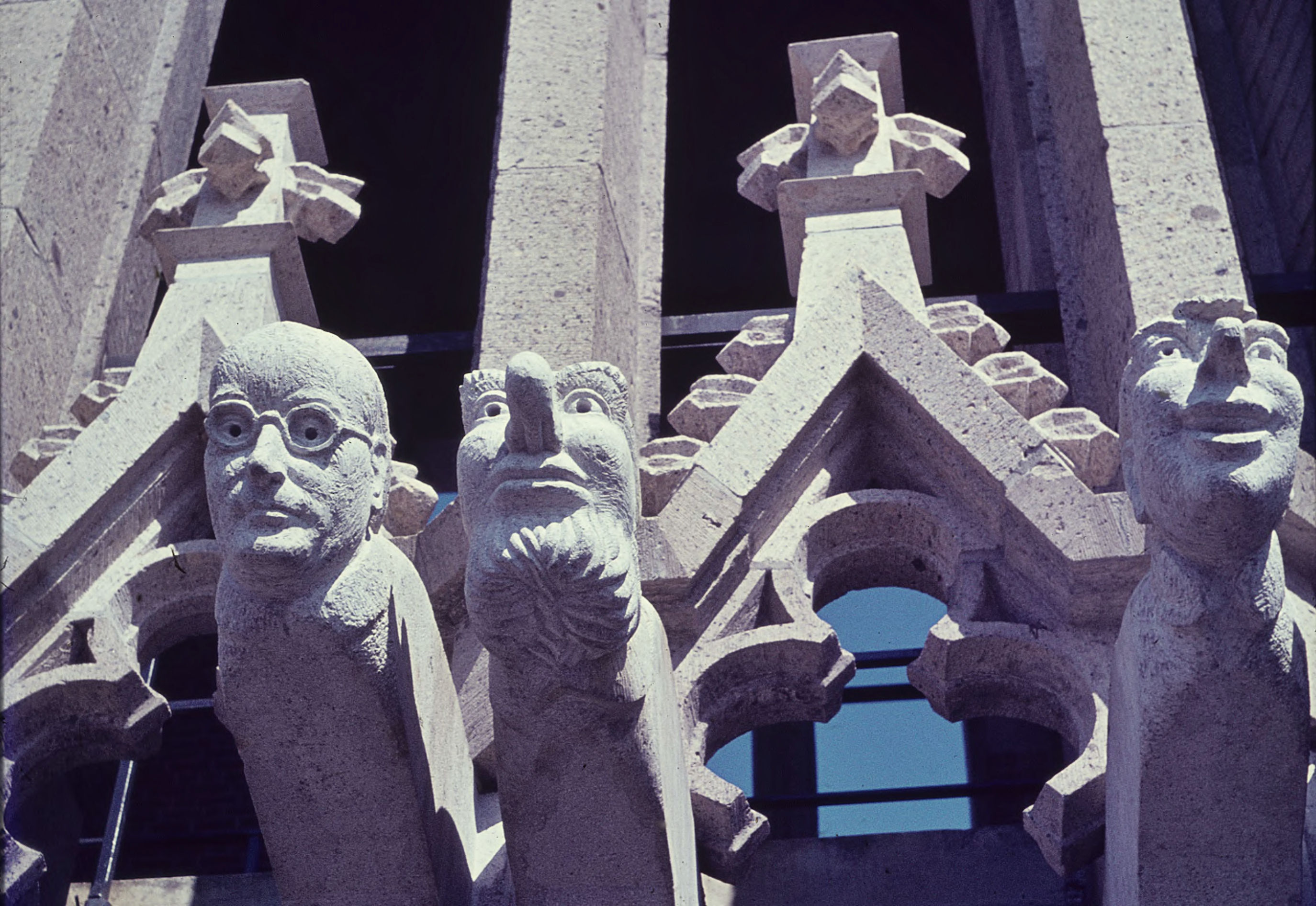
Sneeuwwitje en de zeven dwergen, links ds. Foeken

- Biografisch Portaal: 21110794
- RKD-Nederlands Instituut voor Kunstgeschiedenis: 110083